# Rossa (Suisse)
Pour les articles homonymes, voir Rossa.
Rossa est une commune suisse du canton des Grisons, située dans la région de Moesa.

## Culture locale et patrimoine

### Lieux et monuments
- Église Saint-Bernard.